# Paul von Lettow-Vorbeck
Paul Emil von Lettow-Vorbeck (ur. 20 marca 1870 w Saarlouis, zm. 9 marca 1964 w Hamburgu) – niemiecki generał, dowódca wojsk cesarskich walczących w I wojnie światowej na terenie Niemieckiej Afryki Wschodniej (była to jedyna niemiecka kampania wojskowa w posiadłościach zamorskich, gdzie Niemcy nie zostali pokonani).

## Młodość
Paul Emil v. Lettow-Vorbeck pochodził z prastarej szlachty pomorskiej o tradycjach rycerskich i wojskowych.
Jego ojciec gen. Paul Karl z rodzinnego majątku w Węgorzycach (do 1945 Wangeritz), stacjonował przy granicy z Francją, gdzie urodził się Paul Emil, który następnie studiował w Akademii Wojskowej w klasie o specjalności artyleryjskiej. W 1900 brał udział w tłumieniu powstania bokserów w Chinach. Później w latach 1904–1908 odbywał służbę w Niemieckiej Afryce Południowo-Zachodniej, gdzie walczył ze zbuntowanymi plemionami Hererów i Hotentotów. Został wówczas ranny w lewe oko i musiał poddać się rekonwalescencji w Południowej Afryce, gdzie zaprzyjaźnił się z Janem Smutsem, przeciwko któremu musiał później walczyć w czasie I wojny światowej. W latach 1909–1913 był dowódcą II Cesarskiego Batalionu Piechoty Morskiej (II Seebataillon Kaiserliche Marine-Infanterie). Dowodził także niemieckimi oddziałami kolonialnymi (tzw. Schutztruppe) w Kamerunie Niemieckim. W październiku 1913 roku otrzymał awans na majora, a wraz z wybuchem I wojny światowej podpułkownika.

## Służba podczas I wojny światowej
W 1914 Lettow-Vorbeck objął dowodzenie nad małymi siłami w Niemieckiej Afryce Wschodniej (obecna Tanzania), w skład których wchodził 3-tysięczny niemiecki garnizon oraz 12 kompanii tubylców tzw. Askari. Na początku wojny w sierpniu, chcąc przejąć inicjatywę, zignorował rozkazy dowództwa z Berlina oraz gubernatora kolonii dr. Heinricha von Schnee i przygotowywał działania ofensywne. Nie zaniedbywał też obrony. Sprawnie zorganizował obronę przed brytyjskim desantem na miasto Tanga, gdzie w dniach od 2 do 5 listopada 1914 rozegrała się jedna z największych bitew w Afryce w czasie wojny. Po wygranej przegrupował swoich ludzi i uzupełnił prawie wyczerpane zapasy, aby uderzyć na koleje brytyjskie. 18 stycznia 1915 uderzył na posterunek brytyjski pod Jassin, chroniący Brytyjską Afrykę Wschodnią (dziś Kenia) i odniósł drugie zwycięstwo. Dzięki tym sukcesom zdobył duże ilości broni i zaopatrzenia, podniosło się także morale ludzi. Niemniej jednak stracił dosyć dużo żołnierzy (co przy jego skąpych siłach miało wydatne znaczenie), wśród których znalazł się bardzo pomocny angielski repatriant Tom von Prince, którego trudno było zastąpić. Po bitwie pod Jassin Lettow-Vorbeck postanowił zmienić strategię i stosując taktykę partyzancką uderzył na brytyjskie linie kolejowe (zwłaszcza ważną „Uganda Railway”).
Strategia Lettowa była bardzo prosta, mianowicie wiedząc, iż Afryka Wschodnia będzie jedynie peryferyjnym rejonem działań wojennych – postanowił związać swoimi działaniami jak najwięcej sił brytyjskich. Dzięki temu miał odciążyć wojska cesarskie w Europie i pozbawić Brytyjczyków dodatkowych odwodów.
Dla uniknięcia strat w ludziach postanowił unikać bezpośredniego kontaktu z Brytyjczykami. Zamiast tego prowadził wojnę podjazdową i organizował liczne wypady na terytorium przeciwnika (głównie do Kenii i Rodezji). Jego celem stały się forty, koleje oraz linie telegraficzne. Wszystkie te akcje zmierzały do tego, aby odwrócić uwagę armii brytyjskiej od Europy oraz aby Anglicy wysłali w ten rejon jak najwięcej swoich sił.
Lettow-Vorbeck skupił pod swoimi rozkazami do 12 000 ludzi, większość z nich stanowili tzw. Askari, którzy w przeciwieństwie do innych miejscowych oddziałów kolonialnych byli dobrze wyszkoleni i zdyscyplinowani. Askari stali się sławni ze względu na swoje umiejętności żołnierskie oraz lojalność. Lettow był także wybitnym dowódcą, jeżeli chodzi o zapewnianie wysokiego morale w armii i zawsze utrzymywał bliskie kontakty ze swoimi żołnierzami.
Problemy z zaopatrzeniem częściowo rozwiązano poprzez akcję ratunkową dla niemieckiego krążownika SMS Königsberg (ostatecznie zatopionego przez Brytyjczyków w delcie rzeki Rufidżi w 1915 r.), zdemontowano z niego artylerię, której użyto w działaniach lądowych. Załoga tego okrętu dołączyła do reszty sił Lettowa.
W marcu 1916 Brytyjczycy (rekrutujący się głównie z Południowej Afryki) dowodzeni przez Jana Smutsa rozpoczęli zakrojoną na szeroką skalę ofensywę. Von Lettow-Vorbeck umiejętnie i cierpliwie wykorzystywał teren oraz klimat jako swoich sojuszników i zmuszał Anglików do walki na narzuconych przez siebie warunkach. Jednak olbrzymia przewaga brytyjska zmusiła go do ustąpienia z części terytorium. Niemniej jednak Brytyjczycy zanotowali na swoim koncie kilka bolesnych porażek, największą była bitwa pod Mahiwą, gdzie Niemcy przy stracie 100 ludzi wyeliminowali z dalszej walki 1600 Brytyjczyków.
Pomimo wielkich wysiłków Lettowa przewaga przeciwnika była przytłaczająca (nieraz 1:50), dlatego też nie miał on najmniejszych szans na obronę jakiegokolwiek terytorium ze względu na szczupłość swych sił i odcięcie od świata. Korzystając z tego, że Portugalia wypowiedziała wojnę Cesarstwu Niemieckiemu, Vorbeck postanowił najechać na portugalski Mozambik, gdzie, po pokonaniu portugalskich garnizonów zdobył nowych ludzi i zapasy. W sierpniu 1918 powrócił do Niemieckiej Afryki Wschodniej, tylko po to, aby uderzyć na Rodezję, dzięki czemu wymknął się z zastawionej na niego brytyjskiej pułapki. Wygrał tu m.in. 13 listopada bitwę pod Kasamą (było to już dwa dni po zawieszeniu broni w Europie). Kiedy plotki o niemieckiej przegranej w Europie okazały się prawdziwe (dzięki schwytaniu brytyjskiego posłańca przenoszącego wiadomość o zawieszeniu broni) von Lettow-Vorbeck poddał się 23 listopada ze swoją niezwyciężoną armią w Abercorn, w obecnej Zambii.

## Kariera powojenna i spuścizna
Po wojnie Lettow czynił wysiłki, aby repatriować niemieckich żołnierzy oraz jeńców, starał się także, aby Afrykanie (Askarysi) byli traktowani na równi z Europejczykami. Spotkał także Richarda Meinertzhagena – oficera brytyjskiego wywiadu, z którym miał osobiste porachunki z czasu wojny.
Później w styczniu 1919 Lettow wrócił do kraju, gdzie przywitano go jak bohatera i już wcześniej awansowano do rangi generała majora (był to ostatni edykt wydany przez cesarza). Oddziały Lettowa jako jedyne otrzymały pozwolenie na wykonanie parady zwycięstwa przez Bramę Brandenburską. Była to nagroda za to, że jego wojska jako jedyne zwycięsko wychodziły wielokrotnie ze starć z liczniejszym wrogiem. Jednak już w 1920 odszedł z armii, otrzymując jednocześnie awans na Generalleutnanta.
Wkrótce Lettow stał się aktywny politycznie, stając po stronie sił prawicowych, brał m.in. udział w tłumieniu powstania komunistycznego w Hamburgu. Następnie był posłem do Reichstagu (1929–1930) z ramienia partii DNVP (Niemieccy Nacjonaliści).
Von Lettow-Vorbeck sprzeciwiał się nazizmowi. Narodowi socjaliści ze względu na jego sławę i towarzyszącą mu legendę próbowali go użyć do swoich celów. W 1938 w wieku 68 lat nie sprzeciwił się nadaniu mu tytułu „generała do specjalnych celów”, przy czym do końca wojny nie otrzymał wezwania do służby. W 1945 kompletnie wycofał się z życia publicznego. Jedynie w 1953 odwiedził swój drugi dom – Wschodnią Afrykę, gdzie serdecznie powitali go żyjący jeszcze niektórzy Askarysi. Smuts wraz z kilkoma byłymi brytyjskimi i południowoafrykańskimi oficerami zorganizowali mały zasiłek pieniężny, który miał mu być wypłacany aż do śmierci.
Po jego śmierci w Niemczech, rząd zadecydował, iż rozdzieli środki pieniężne pomiędzy byłych żołnierzy – Askarysów Lettowa w Tanzanii. Test był prosty – jeśli weterani poprawnie reagowali na niemieckie komendy wojskowe – otrzymywali odpowiednie wynagrodzenie.
Jego nazwiskiem nazwano m.in. koszary w Hamburgu. Dzisiejsza ulica Stanów Zjednoczonych na Muchoborze Małym we Wrocławiu w latach 1935–1945 nosiła nazwę Lettow-Vorbeck Straße. Podobnie wieś Lubostroń w latach 1940–1945 nosiła nazwę Lettow-Vorbeck.

## Odznaczenia
- Pour le Mérite – 4 listopada 1916
  - Liście Dębu – 10 października 1917
- Order Orła Czerwonego IV klasy z koroną i mieczami[3]
- Order Królewski Korony III klasy z mieczami[3]
- Deutsch-Südwestafrika Medaille – czerwiec 1904
- China-Denkmünze – styczeń 1900
- Krzyż Zasługi III klasy Orderu Zasługi Świętego Michała (Bawaria)[3]
- Order Zasługi Wojskowej IV klasy z koroną (Bawaria)[3]
- Order Zasługi Wojskowej IV klasy z mieczami (Bawaria)[3]
- Komandor II klasy Orderu Ernestyńskiego (Saksonia)[3]
- Komandor Orderu Korony Wirtemberskiej (Wirtembergia)[3]
- Cesarski i Królewski Order Świętego Stanisława III klasy (Imperium Rosyjskie)[3]